# Stagno di Porto Pino
Lo stagno di Porto Pino è una zona umida situata nei comuni di Sant'Anna Arresi e Teulada, lungo la costa meridionale della Sardegna, nell'omonima località.

Con la direttiva comunitaria n. 92/43/CEE "Habitat" viene riconosciuto come sito di interesse comunitario (SIC ITB040025) e inserito nella rete Natura 2000 con l'intento di tutelarne la biodiversità, attraverso la conservazione dell'habitat, della flora e della fauna selvatica presenti.

Con gli stagni di Maestrale, Is Brebeis, del Corvo e Foxi forma il compendio ittico "Porto Pino", appartenente al demanio della Regione Sardegna che lo dà in concessione per lo sfruttamento professionale delle risorse ittiche; viene esercitata l'attività di pesca a diverse specie tra cui anguille, mugilidi, orate, spigole e saraghi.